# Интериано, Джорджо
Джорджо Интериано — генуэзский историк, этнограф, путешественник, известен как автор самого раннего первого в Европе (1502) описания Зихии (Черкесии), отдельной книгой (монографией), с наименованием «Быт и страна зихов, именуемых черкесами. Достопримечательное повествование» (лат. La vita et sito de sichi, chiamati circassi).

## Биография
Родился в Генуе. По-видимому, с юности много путешествовал и посетил многие страны. По меньшей мере, своему издателю, Альдо Мануцию, при успехе книги он обещал написать о «многом другом интересном, достойным внимания». Сам Альдо Мануцио сравнивал его с Одиссеем. Однако, другие его произведения неизвестны. Не имел достаточного образования, о чём и писал своему издателю. При этом обладал отличными познаниями в области географии и естествознания и сам занимался исследованиями. Неустанно интересуясь науками, Интериано имел широкие связи в среде учёных Возрождения. Среди его друзей и сотрудников был поэт Анджело Полициано.

## Издания книги
- 1502 год — указанная книга впервые издана в Венеции, в типографии Альдо Мануцио[4].
- 1574 год — книга было переиздана в Венеции Рамузио в числе лучших памятников итальянской географической литературы[4].
- 1812 год — книгу напечатал Клапрот в переводе на немецкий язык, в 1-м томе своего «Путешествия на Кавказ и в Грузию».
- 1836 год — текст книги напечатал В. И. Семёнов в «Библиотеке иностранных писателей о России» (т. I) в качестве примечания к путешествию Барбаро.
- 1839 год — Дюбуа де Монпере поместил в переводе на французский язык в 1-м томе своего «Путешествия вокруг Кавказа».